# Karol Soczyński
Karol Teodor Soczyński (ur. 1781 w Kraków, zm. 12 marca 1862 tamże) – polski lekarz, profesor Uniwersytetu Jagiellońskiego, senator Wolnego Miasta Krakowa.

## Życiorys
Urodził się w 1781 jako syn Wojciecha mieszczanina z Siedmiogrodu, który zamieszkał w Krakowie około 1774. Studiował w Szkole Głównej Krakowskiej.
W kampanii 1809 brał udział już jako lekarz 17 pułku wojsk Księstwa Warszawskiego. W 1811 pracował jako lekarz w szpitalu św. Łazarza.
Od 1815 do 1835 z przerwami był wykładowcą na Uniwersytecie Jagiellońskim. Kierował kliniką uniwersytecką, oraz katedrą położnictwa i chorób kobiecych i dzieci. Badał źródła mineralnych na Spiszu w Smokowcu oraz Szczawnicy. Publikował materiały dotyczące Tatr i Podtatrza w Gońcu Krakowskim. Dokonał wejścia na Łomnicę, uważaną wówczas za najwyższy szczyt w Tatrach.
W latach 1820–1828 oraz 1830–1833 zasiadał w Senacie Rządzącym w Wolnym Mieście Krakowie.
Był bibliofilem i posiadał bogatą bibliotekę oraz sporą kolekcję sztuki. Zbiory spłonęły w wielkim pożarze Krakowa wraz z rękopisami prac. Był członkiem Towarzystwa Naukowego Krakowskiego i Towarzystwa Warszawskiego Przyjaciół Nauk oraz należał do krakowskiej loży masońskiej „Przesąd Zwyciężony”.
Z żoną Emilią z Konarzewskich nie mieli dzieci. Zmarł 12 marca 1862 i pochowany został na cmentarzu Rakowickim.